# Литовченко Тетяна
Тетя́на Лито́вченко (* 1982) — українська біатлоністка.

## З життєпису
На чемпіонаті Європи з біатлону 2001 року в Верхньому Морієні була 24-ю в одиночному розряді, 39-ю в спринті, 32-ю в гонці-переслідуванні і сьомою в українській команді. Згодом виступала на чемпіонаті світу з біатлону серед юніорів у Ханти-Мансійську 2001 року і посіла 33-тє місце в спринті, 23-ю в гонці-переслідуванні та 10-ю в естафеті. 2002 року на Чемпіонаті світу з біатлону серед юніорів в Ріднауні була 20-ю в особистому заліку, 27-ю в спринті, 29-ю в гонці-переслідуванні та 11-ю в естафеті. Після цього брала участь у юніорських перегонах чемпіонату Європи з біатлону-2002 (Контіолахті), де була в 22-ю в спринті та 15-ю в гонці-переслідуванні. Посіла десяте в одиночному розряді та шосте в сезоні.
Виграла бронзу в естафеті на літньому чемпіонаті світу з біатлону в Мінську разом з Оксаною Гловою, Оксаною Яковлєвою та Іриною Меркушиною. 2002 року знову здобула бронзу в естафеті у Душниках-Здруй на старті разом з Оленою Демиденко, Людмилою Сагайдак та Оленою Зубриловою.
2003 року втретє і востаннє взяла участь у чемпіонаті світу серед юніорів, де була 22-ю в особистому заліку, 25-ю в спринті та одинадцятою в естафеті. Того ж року відбулися гонки серед юніорів на літньому чемпіонаті світу з біатлону-2003 у Форні Авольтрі. Литовченко закінчила на десятому місці в спринті. У наступній гонці-переслідуванні пропустила вперед Світлану Крикончук і здобула срібну медаль. У перегонах з масового старту перемогла. З Людмилою Писаренко та Світланою Крикончук також виборола срібло.
У 2003 році дебютувала на Кубку світу з біатлону в Оберхофі і був 76-ю у спринті. Згодом досягла свого найкращого результату у міжнародній гоночній серії з біатлону, зайнявши 58 місце — особистий залік в Разун-Антерсельва. У Ріднауні вона здобула очки в Кубка Європи з біатлону на початку сезону 2003—2004 років, зайнявши 25-те місце в спринті і 24-те місце в гонці- переслідуванні.